# Сюзън Либертсън
Сюзън Либертсън (на английски: Susan Libertson) е американска писателка на бестселъри в жанра съвременен любовен роман издадени под псевдонима Елизабет Гейдж (на английски: Elizabeth Gage). Пише заедно със съпруга си Джозеф Либертсън няколко трилъра под общите псевдоними Джоузеф Глас (на английски: Joseph Glass) и Дейвид Земан (на английски: David Zeman).

## Биография и творчество
Сюзън Либертсън е родена на 28 декември 1947 г. в Чикаго, Илиноис, САЩ, в семейството на Кенет и Елайсис Ракеш. Като дете се премества в Хавай със семейството си.
Завършва гимназия в Медисън и Северозападния университет в Еванстън, където учи езици. В университета среща и през 1969 г. се омъжва за Джозеф Либертсън, философ. Имат дъщеря – Карън Либертсън.
След завършването си тя работи като учителка, следвайки съпруга си според работата му по източното крайбрежие. През цялото време пише отделни историйки в собствения си дневник, вдъхновена от писателите на романси, и особено от Сидни Шелдън.
Първият ѝ роман „Strange Emotion“ публикуван през 1978 г. няма успех. Публикува под псевдонима Елизабет Гейдж, избран от телефонния указател на Чикаго, за да осигури по-спокоен живот на семейството си.
В следващите повече от шест години, докато живее в Гленвю, Илиноис, тя пише втория си роман „Булевардът на залеза“, в който описва красивия и извратен живот в Холивуд. Когато го завършва, го изпраща на различни издатели за предложения. През ноември 1986 г. „Simon and Schuster“ ѝ предлагат около половин млн. долара, най-големия аванс, даван дотогава за първа публикация на автор в издателството, и тя сключва договор. Романът излиза през 1988 г. и бележи огромен успех, като веднага става бестселър.
Сюзън Либертсън под псевдонима Елизабет Гейдж става една от най-ярките звезди на разказване на романтично-еротичните истории. Следващите ѝ романи са също бестселъри. След първите публикации и интервюта тя се скрива от обществения живот и остава „непозната“ за своите читатели.
Заедно със съпруга си пишат три трилъра под псевдонимите Джоузеф Глас и Дейвид Земан.
Сюзън Либертсън и нейният съпруг живеят в Скотсдейл, Аризона и Кихай, Хавай.
Според някои източници Сюзън Либертсън е починала на 14 октомври 2002 г. (?)

## Произведения

### Като Елизабет Гейдж

#### Самостоятелни романи
- Strange Emotion (1978)
- A Glimpse of Stocking (1988)
Булевардът на залеза, изд.: ИК „Колибри“, София (1994), изд.: ИК „ЕРА“, София (2001) прев. Савина Манолова
- Pandora's Box (1990)
Кутията на Пандора, изд.: ИК „ЕРА“, София (1996, 2003), прев. Лъчезар Бенатов
- The Master Stroke (1991)
Дамски гамбит, изд.: ИК „Колибри“, София (1995), прев. Цветелина Николова
- Taboo (1992)
Табу, изд.: ИК „Колибри“, София (1995), прев. Радосвета Гетова
- Intimate (1995)
Интимно, изд.: ИК „Колибри“, София (1996), прев. Радосвета Гетова, Людмила Левкова
- Confession (1998)
Изповед, изд. „Коломбина прес“ (1998), прев. Катя Георгиева
- The Hourglass (1999)
Пясъчен часовник, изд. „Коломбина прес“ (1999), прев. Теодора Давидова

#### Сборници новели
- Against All Odds (1998)
- The Collection (1998)
- „Tapestry“ в Unmasked (1997) – сборник с Дженифър Блейк и Джанет Дейли
„Гобленът“ в Без маска, изд. „Коломбина прес“ (1997), прев. Теодора Давидова

### Като Джоузеф Глас

#### Серия „Сюзън Шадър“ (Susan Shader)
1. Eyes (1997)
Очи, изд. „Кронос“ Пловдив (1999), прев. Мая Калоферова
2. Blood (2000)

### Като Дейвид Земан

#### Романи
- The Pinocchio Syndrome (2003)